# Elis Ligtlee
Elis Ligtlee (n. 28 iunie 1994, Deventer, Overijssel, Țările de Jos) este o ciclistă olandeză, medaliată olimpică. A participat la o ediție a Jocurilor Olimpice (2016) în care a câștigat o medalie de aur.

## Participări
Lista de mai jos prezintă principalele competiții la care a participat Elis Ligtlee de-a lungul carierei.
- Ciclism la Jocurile Olimpice de vară din 2016